# Igra prestolov (TV-serija)
Igra prestolov (v izvirniku angleško Game of Thrones) je ameriška fantazijska TV-serija, ki jo za televizijsko mrežo HBO ustvarjata David Benioff in D. B. Weiss. Serija, ki je doživela premiero 17. aprila 2011 na HBO-jevem kanalu, je priredba knjižne serije Pesem ledu in ognja pisatelja Georgea R. R. Martina, naslov ima po Igri prestolov, prvemu romanu iz nje. Prvih šest sezon TV-serije vsebuje 10 epizod na sezono, medtem ko ima sedma sezona 7 delov in osma sezona le 6. V Sloveniji serijo predvajata plačljivi kabelski kanal HBO Slovenija in od začetka leta 2014 tudi Kanal A. Ogled je možen tudi preko HBO-jeve plačljive spletne storitve HBO Go, kjer so epizode na voljo istočasno s predvajanjem v ZDA. Zadnja, 8. sezona je premiero doživela 14. aprila 2019.
Večina epizod traja okoli 55 minut, finalne epizode posameznih sezon pa pogosto daleč presegajo ta čas. Finale 6. sezone je bil dolg kar 69 minut, kar je najdaljša epizoda v tej seriji. V 8. in tudi zadnji sezoni so se nekateri deli dolgi okrog 80 minut.

## Zgodba in predvajanje
Tako kot knjižna predloga spremlja serija dogajanje v sedmerih kraljestvih izmišljene celine Westeros in prikazuje krvav spopad za oblast med plemiškimi rodbinami. Dodatni pripovedni niti sta dogajanje na ledenem Severu in vroči vzhodni celini Essos. Zgodba vsebuje množico elementov iz srednjeveške evropske zgodovine, predvsem dogajanje med vojno med belo in rdečo rožo v Angliji, pri čemer je avtorjevo mojstrsko prepletanje teh elementov v prepričljivo celoto v veliki meri zaslužno za uspeh serije.
| Sezona | Potrjena       | Snemanje                  | Premiera       | Knjižna predloga                                                                      |
| ------ | -------------- | ------------------------- | -------------- | ------------------------------------------------------------------------------------- |
| 1.     | 2. marec 2010  | Druga polovica 2010       | 17. april 2011 | Igra prestolov                                                                        |
| 2.     | 19. april 2011 | Druga polovica 2011       | 1. april 2012  | Spopad kraljev                                                                        |
| 3.     | 10. april 2012 | Druga polovica 2012       | 31. marec 2013 | Približno prva polovica Vihre mečev                                                   |
| 4.     | 2. april 2013  | Druga polovica 2013       | 6. april 2014  | Druga polovica Vihre mečev in posamezni deli iz knjig Vranja gostija ter Ples z zmaji |
| 5.     | 8. april 2014  | Druga polovica 2014       | 12. april 2015 | Vranja gostija in Ples z zmaji                                                        |
| 6.     | 8. april 2014  | Druga polovica 2015       | 24. april 2016 |                                                                                       |
| 7.     | 21. april 2016 | Druga polovica 2016       | 16. julij 2017 |                                                                                       |
| 8.     | 30. julij 2016 | Oktober 2017 - julij 2018 | 14. april 2019 |                                                                                       |

## Jezik
Liki Westerosa govorijo angleško z britanskim naglasom, pogosto (vendar ne dosledno) z naglasom angleške regije, ki naj bi ustrezala določeni regiji Westerosa. Liki, ki izvirajo izven Westerosa, imajo pogosto naglas, ki ni britanski.
Skupni jezik Westerosa je predstavljen kot angleščina, producenti pa so jezikoslovcu Davidu J. Petersonu naložili, da je na podlagi nekaj besed v romanih ustvaril dothrakijski in valirijski jezik; dialog v teh dveh jezikih je pogosto podnaslovljen v angleščini.

## Liki in igralska zasedba
Knjižna predloga med drugim slovi tudi po ogromnem številu likov, ki jih je skupno že prek tisoč, čemur sledi serija z domnevno največjo igralsko zasedbo v zgodovini televizije (čeprav te trditve ni možno zlahka preveriti). Samo v tretji sezoni je nastopilo 257 igralcev, ob čemer se, skladno z izvirnikom, tudi glavni liki redno menjujejo zaradi umiranja.
Igralci:

### Hiša Stark:
- Sean Bean - Lord Eddard »Ned« Stark, gospod Severa, kraljeva Roka Roberta I. Baratheona
- Michelle Fairley - Catelyn Stark, Eddardova žena, Edmurova ter Lysina sestra
- Richard Madden - Robb Stark, najstarejši sin Eddarda in Catelyn
- Sophie Turner - Sansa Stark, rahločutna hči Eddarda in Catelyn
- Maisie Williams - Arya Stark, hči Eddarda in Catelyn
- Isaac Hempstead-Wright - Bran Stark, sin Eddarda in Catelyn
- Art Parkinson - Rickon Stark, najmlajši sin Eddarda in Catelyn
- Oona Chaplin - Talisa Stark, Robbova žena
- Gwendoline Christie - Brienne of Tarth, bojevnica v službi Sanse Stark
- Kristian Nairn - Hodor, slaboumni služabnik v Zimišču
- Donald Sumpter - Moister Luwin, moister Zimišča
- Ellie Kendrick - Meera Reed, Branova varuhinja
- Thomas Brodie Sangster - Jojen Reed, Meerin brat
- Michael McElhatton - Lord Roose Bolton, gospod Hiše Bolton in Ramsayev oče
- Iwan Rheon - Lord Ramsay Bolton, gospod Hiše Bolton, Sansin mož
- Charlotte Hope - Myranda, ljubimka Ramsaya Boltona
- Bella Ramsey - Lyanna Mormont, gospdarica Medvedjega otoka

### Hiša Baratheon:
- Mark Addy - kralj Robert I. Baratheon, prvi svojega imena, kralj Andalov in Prvih mož, gospod Sedmih kraljestev in Varuh kraljestva
- Joe Dempsie - Gendry, kovačev vajenec, Aryin prijatelj in nezakonski sin kralja Roberta Baratheona
- Stephen Dillane - Stannis Baratheon, Robertov brat, zakoniti naslednik Železnega prestola
- Tara Fitzgerald - Selyse Baratheon, žena Stannisa Baratheona
- Kenny Ingram - Shireen Baratheon, Stannisova in Selysina hči
- Carice van Houten - Melisandre, rdeča svečenica, Stannisova svetovalka
- Liam Cunningham - Davos Seaworth, nekdanji tihotapec, Stannisov svetovalec
- Oliver Ford Davies - Moister Cressen, moister Zmajevega kamna
- Gethin Anthony - Renly Baratheon, Robertov brat

### Hiša Lannister:
- Charles Dance - Lord Tywin Lannister, gospod Zahodnih dežel, Cerseiin, Jaimejev in Tyrionov oče, najbogatejši človek v Sedmih kraljestvih, kraljeva Roka Norega kralja
- Lena Headey - kraljica Cersei Lannister, Robertova žena ter mati Joffreya, Myrcelle in Tommna
- Nikolaj Coster-Waldau - Jaime Lannister, Cerseiin brat dvojček, Kraljemorec, član kraljeve garde
- Peter Dinklage - Tyrion Lannister, Cerseiin in Jaimejev zviti, pritlikavi brat
- Jack Gleeson - Joffrey Baratheon, Cerseiin kruti sin, prestolonaslednik in kasneje kralj Joffrey I. Baratheon
- Nell Tiger Free - Myrcella Baratheon, Cerseiina hči
- Dean-Charles Chapman - Tommen Baratheon, prestolonaslednik in kasneje kralj Tommen I. Baratheon
- Ian Gelder - Kevan Lannister, brat Tywina Lannisterja in kraljeva Roka Tommna I. Baratheona
- Eugene Simon - Lancel Lannister, sin Kevana Lannisterja in član skupine verskih fanatikov
- Daniel Portman - Podrick Payne, oproda Tyriona Lannisterja
- Anton Lesser - Qyburn, moister, katerega je Citadela izključila
- Sibel Kekilli - Shae, Tyrionova ljubimka
- Jerome Flynn - Bronn, najemniški vojak v Tyrionovi službi
- Hafþór Júlíus Björnsson - Gregor »Vršac« Clegane, član kraljeve garde
- Rory McCann - Sandor »Pes« Clegane, član kraljeve garde
- Ian Beattie - Meryn Trant, član kraljeve garde
- Dominic Carter - Janos Slynt, poveljnik mestne straže Kraljevega pristanka
- Julian Glover - Veliki moister Pycelle, moister v Kraljevem pristanku
- Jonathan Pryce - Visoki vrabec, vodja skupine verskih fanatikov
- Aidan Gillen - Lord Petyr »Mezinček« Baelish, kraljevi minister za finance v Malem svêtu
- Conleth Hill - Lord Varys, vodja vohunov v Malem svêtu

### Hiša Targaryen:
- Emilia Clarke - Daenerys Targaryen, hči nekdanjega kralja Sedmih kraljestev Norega kralja Aerysa II. Targaryena, izgnana onkraj Ozkega morja
- Jason Momoa - Khal Drogo, vodja nomadskih Dothrakijev, Daenerysin mož
- Iain Glen - Jorah Mormont, izgnani vitez, Daenerysin varuh
- Ian McElhinney - Barristan Selmy, nekdanji član kraljeve garde, Deanerysin varuh
- Michiel Huisman - Daario Naharis, Daenerysin ljubimec in varuh
- Nathalie Emmanuel - Missandei, Daenerysina svetovalka in ljubimka Sivega črva
- Jacob Andersen - Sivi črv, vodja Brezmadežnih, Daenerysine vojske
- Harry Lloyd - Viserys Targaryen, Daenerysin brat in samooklicani kralj Zahodnjega
- Roger Allam - Illyrio Mopatis, Varysov prijatelj
- Ania Bukstein - Kinvara, visoka svečenica v Volantisu

### Hiša Tyrell:
- Roger Ashton-Griffiths - Lord Mace Tyrell, gospod Dalje
- Natalie Dormer - Margaery Tyrell, žena Renlyja Baratheona in hči Mace Tyrella
- Finn Jones - Loras Tyrell, sin Macea Tyrella, Margaeryn brat in ljubimec Renlya Baratheona
- Diana Rigg - Olenna Tyrell, mati Macea Tyrella in Lorasova ter Margaeryna babica
- James Faulkner - Randyll Tarly, vazal Macea Tyrella
- Samantha Spiro - Melessa Tarly, Randyllova žena
- Tom Hopper - Dickon Tarly, Randyllov sin
- Rebecca Benson - Talla Tarly, Randyllova hči

### Hiša Martell:
- Alexander Siddig - Princ Doran Martell, gospod Dornije
- Toby Sebastian - Trystane Martell, Doranov sin
- Pedro Pascal - Oberyn Martell, brat Dorana Martella
- Indira Varma - Ellaria Sand, ljubimka Oberyna Martella
- Rosabell Laurenti Sellers - Tyene Sand, Oberynova in Ellariina hči

### Hiša Greyjoy:
- Patrick Malahide - Lord Balon Greyjoy, gospod Železnih otokov
- Gemma Whelan - Yara Greyjoy, hči Balona Greyjoya in sestra Theona Greyjoya
- Alfie Allen - Theon Greyjoy, Eddardov talec in varovanec, sin Balona Greyjoya in brat Yare Greyjoy
- Pilou Asbæk - Euron Greyjoy, brat Balona Greyjoya in Aerona Greyjoya
- Michael Feast - Aeron Greyjoy, svečenik Utopljenega boga, brat Balona Greyjoya in Eurona Greyjoya

### Hiša Tully:
- Tobias Menzies - Lord Edmure Tully, gospod Porečnih dežel
- Clive Russell - Brynden Tully, stric Edmura Tullyja, Lyse Arryn in Catelyn Stark
- David Bradley - Walder Frey, vazal Edmura Tullyja

### Hiša Arryn:
- Lino Facioli - Lord Robin Arryn, gospod Dola
- Kate Dickie - Lysa Arryn, Robinova mama, Edmurova in Catelynina sestra
- Rupert Vansittart - Yohn Royce, vazal Robina Arryna

### Nočna straža:
- James Cosmo - Jeor Mormont, poveljnik Nočne straže, Jorahov oče
- Owen Teale - Alliser Thorne, član Nočne straže
- Joseph Mawle - Benjen Stark, Eddardov brat in član Nočne straže
- Peter Vaughan - Moister Aemon, moister Nočne straže in brat kralja Aegona V. Nepričakovanega Targaryena
- Kit Harington - Jon Snow, Eddardov nezakonski sin in član Nočne straže
- John Bradley - Samwell »Sam« Tarly, sin Randylla Tarlyja in član Nočne straže

### Divježi:
- Ciaran Hinds - Mance Rayder, Kralj za Zidom
- Kristofer Hivju - Tormund Giantsbane, poveljnik Divježev
- Rose Leslie - Ygritte, Divježinja, Jonova ljubimka
- Hannah Murray - Gilly, Divježinja, Samova ljubimka

### Drugi:
- Tom Wlaschiha - Jaqen H'ghar, vodja Brezličnikov iz svobodnega mesta Braavos
- Faye Marsay - Waif, članica Brezličnikov
- Miltos Yerolemou - Syrio Forel, prvi meč Braavosa
- Richard Dormer - Beric Dondarrion, vodja Bratovščine brez bander
- Paul Kaye - Thoros iz Myra, rdeči svečenik in član Bratovščine brez bander
- Ben Hawkey - Vroča pita, Gendryjev in Aryin prijatelj
- Max von Sydow - Trooki vran, Branov učitelj razvijanja sposobnosti nadziranja živalskega uma
- Vladimir Furdik - Nočni kralj, kralj vojske mrtvih